# تشين تشين غوتيرز
تشين تشين غوتيرز هي عالمة بيئة وممثلة فلبينية، ولدت في 22 أغسطس 1970 في مانيلا في الفلبين.

## وصلات خارجية
- تشين تشين غوتيرز على موقع IMDb (الإنجليزية)
- تشين تشين غوتيرز على موقع ألو سيني (الفرنسية)
- تشين تشين غوتيرز على موقع أول موفي (الإنجليزية)
- تشين تشين غوتيرز على موقع قاعدة بيانات الفيلم (الإنجليزية)
- تشين تشين غوتيرز على موقع كينوبويسك (الروسية)